# Greywell
Greywell är en ort och civil parish i Storbritannien.   Den ligger i grevskapet Hampshire och riksdelen England, i den södra delen av landet, 70 km väster om huvudstaden London. Greywell ligger 89 meter över havet och antalet invånare är 220.
Terrängen runt Greywell är platt, och sluttar norrut. Runt Greywell är det tätbefolkat, med 397 invånare per kvadratkilometer. Närmaste större samhälle är Basingstoke, 7,9 km väster om Greywell. Trakten runt Greywell består till största delen av jordbruksmark.